# Guatteria reflexa
Guatteria reflexa é uma anonácea da Mata Atlântica, encontrada nos estados do Rio de Janeiro e Paraná.